# سیخک‌دراز لاپلند

سیخک‌دراز لاپلند (نام علمی: Calcarius lapponicus) نام یک گونه از سردۀ سیخک‌درازها است.